# جينو كيني
جينو كيني (بالإنجليزية: Gino Kenny)‏ هو سياسي أيرلندي، ولد في 25 يونيو 1972 في جمهورية أيرلندا. حزبياً، نشط في People Before Profit–Solidarity ‏. في 2016 Irish general election ‏، انتخب نائب دييل عن دائرة Dublin Mid-West (Dáil constituency) ‏ وقد انضم خلال فترته النيابية ‏ (10 مارس 2016 – )  للكتلة البرلمانية People Before Profit–Solidarity ‏.